# Мойка (тип речных судов)
«Мойка» (проекты 82500, 82544 и 82850) — речной пассажирский теплоход, предназначенный для прогулочно-экскурсионных перевозок по рекам и каналам Санкт-Петербурга и Москвы. Суда класса «Мойка» строились в период с 2004 года по 2015 год. По состоянию на 2021г. эксплуатация судов данного класса продолжается. Всего было построено около 30 единиц. Суда класса «Мойка» могут продолжать судоходство по реке Мойке при подъеме уровня воды до +70-75 см.

## История
Суда типа «Мойка» были созданы, чтобы заменить теплоходы типа «Фонтанка» в использовании на реке Мойке ввиду возможности продолжать судоходство при подъеме уровня воды до 75 см. Их строительство и эксплуатация начались в 2004 году. Суда продолжают эксплуатироваться, однако их производство было прекращено в 2015 году.

## Технические данные
Конструкционно теплоходы класса «Мойка» схожи с судами типа «Фонтанка», но отличаются уменьшенными длиной и шириной, а также формой остекленной надстройки. Суда типа «Мойка» имеют машинное отделение под палубой и одну силовую установку. В качестве двигателей выступает итальянская и  белорусская техника.

### Дополнительные характеристики
- Класс речного регистра: Р1,2
- Высота борта: 1,1 м
- Марка ГД: дизель рядный без наддува Iveco aifa SpA 8045M08
- Мощность ГД э. л. с.:1х80
- Количество спасательных кругов: 7
- Количество спасательных жилетов: 82